# La Liga de 1986–87
A La Liga de 1986–87 foi a 56º edição da Primeira Divisão da Espanha de futebol. Com 18 participantes, o campeão foi o Real Madrid.